# Johnny Stewart
Johnny Stewart, noto anche con lo pseudonimo di John Stewart (Brooklyn, 21 maggio 1934), è un attore e cantante statunitense.

## Biografia
È noto soprattutto come attore di musical e ha recitato in sei musical a Broadway tra il 1947 e il 1970: High Button Shoes (1947), Love Life (1948), The King and I (1951), 13 Daughters (1961), Mame (1966) e Two by Two (1970). Ha recitato a Broadway anche in alcune opere teatrali, tra cui Bernardine nel 1953, per cui vinse il Theatre World Award. Dopo la fine della carriera a Broadway ha recitato nel teatro regionale, tra cui due produzioni di The King and I nel 1972 a San Jone e nel tour del 1977 con Yul Brynner. Stewart era stato l'originale Chulalongkorn a Broadway nel 1951 e nelle due produzioni degli anni 70 recitò nel ruolo di Lun Tha. Ha recitato anche nei tour dei musical Mame con Celeste Holm (1970), Company (1971), Carousel (1973) e Wonderful Town con Lauren Bacall nel 1977.

## Filmografia
- La vita che sognava (Boots Malone), regia di William Dieterle (1952)